# Enogai csata
Az enogai csata a második világháború egyik ütközete volt az amerikaiak és a japánok között 1943. július 5. és 11. között a Csendes-óceánon, az új-georgiai hadműveletek részeként. Az amerikaiaknak sikerült elhallgattatniuk a keskeny Enogai-öböl melletti messzehordó üteget.

## Tervek
A japánok két fontos bázist működtettek Új-Georgia északnyugati partján. A bairokói kikötőhely értékes megálló volt a két nagy támaszpont, a kolombangarai Vila és az északra fekvő Munda között. Tőle kicsit északabbra van a keskeny Enogai-öböl, amelynél 140 milliméteres ágyúk vigyázták a Kolombangara és Új-Georgia között elterülő Kula-öblöt. Bairoko és Enogai között terült el a Sárkány-félsziget.
Az amerikaiak úgy döntöttek, hogy a Rizs horgonyzóhelyen, Enogaitól keletre szállnak partra. Ez azt jelentette, hogy kénytelenek lesznek átvágni magukat a sűrű dzsungelen, hogy elérjék a japán állásokat. Az üteg a keskeny, mély öböl nyugati oldalán állt, és az öböl déli végénél található nehéz terep miatt a támadóknak mélyen be kellett hatolniuk a fák közé, hogy megtalálják a lehetséges átjárót.

## Partraszállás
A támadásra a Harry B. Liversedge ezredes vezette Északi Partraszálló Csoportot jelölték ki, amely három egységből állt: a 37. gyaloghadosztály 145. és 148. ezredének egy-egy zászlóaljából, valamint egy tengerészgyalogos zászlóaljból. A katonák könnyű felszerelést kaptak, hogy minél gyorsabban haladjanak a dzsungelben. Legnehezebb fegyverük az aknavető volt. A katonákat szállító konvoj július 4-én futott ki Guadalcanalról. A hajókat három cirkáló és kilenc romboló kísérte Walden L. Ainsworth ellentengernagy parancsnoksága alatt. A július 4-éről 5-ére virradó éjjel a hadihajók lőtték Vilát és Bairokót, miközben a katonák és tengerészgyalogosok partra szálltak. A hadművelet során a Strong romboló torpedótalálatot kapott, és elsüllyedt.
A partraszállásra kijelölt területet J. A. Corrigan ausztrál hadnagy és Clay A. Boyd tengerészgyalogos százados kétszáz őslakosból álló csapata biztosította. Egy nagyjából fél kilométer hosszú területet megtisztítottak, és két új ösvényt vágtak az őserdőbe, amely a már létező csapáshoz vezetett.
Az akció július 5-én 1.30-kor kezdődött, és két óra múlva már vége is volt. Hajnalban a haditengerészeti egységek visszavonultak, hogy elkerüljék a parti ágyúk tüzét. A partraszállás gördülékenyen lezajlott, mindössze egy kétszáz katonából álló egység tévedt el, nekik néhány napjukba került a fő erők utolérése. Reggel hatkor az amerikaiak behatoltak az őserdőbe. Az Enogai-öböl déli részénél található mocsárnál két részre váltak: a 148-asok nyugatra fordultak, hogy lezárják a Munda-Bairoko ösvényt, míg a többiek lassan továbbhaladtak Enogai nyugati oldala felé.

## Harcok

### Enogai
A japánokkal először Tririnél, félúton az öböl nyugati oldala felé találkoztak, július 7-én. Az összecsapás nem tartott sokáig, a tengerészgyalogosok 16 órára teljesen megtisztították a területet. A faluban találtak egy térképet, amelyen az összes japán löveg fel volt tüntetve. Másnap a tengerészgyalogosok súlyosa harcokat folytattak Triritől délnyugatra, míg egy alakulatuk az Enogaiba vezető utat kutatta. Miután elakadtak a mangrove mocsárban, visszafordultak, és éppen akkor érkeztek meg, amikor a japánok ellentámadást indítottak. Az akciót az amerikaiak visszaverték.
Július 9-én 11 órakor a tengerészgyalogosok megpillantották Enogai nyugati partját. Enogai Point felé nyomultak, de a védők géppuskatüze megállította őket. Az amerikaiak egész nap nem jutottak előre, de az éjszaka kiküldött járőrök megtalálták a védelem gyenge pontját a jobbszárnyon. Július 10-én 7 órakor három század három irányból támadott, és a japán jobbszárny hamar összeomlott. Délután háromra az ellenállás, néhány kisebb területet nem számítva, megszűnt. Július 11-én véglegesen befejeződtek a harcok, amelyekben 47 amerikai elesett, négy eltűnt, 74 megsebesült. A japán veszteség 150-350 körül volt, habár japán beszámolók szerint csak nagyjából hatvan katona védte az állásokat.

### Az útakadály
A legkeményebb ütközet a Bairokót és Mundát összekötő ösvényen alakult ki, amelyet a 148-asok lezártak. Július 8-án 13 órakor egy kisebb japán egység indított támadást az útakadály ellen Bairoko felől, de hamar megfutamodtak. Később egy 40-50 katonából álló egység támadott, és némileg visszavetette az amerikaiakat. Július 9. csendesen telt, de másnap ötven japán próbálkozott a jobbszárnyon, majd egy kisebb léptékű újabb támadás után nyolcvan katona támadt az amerikai balszárnyra. Ezután a jobbszárnyat érte komoly támadás, és az amerikaiak kénytelenek voltak visszavonulni. A japánok megszálltak egy kicsi hegygerincet, ahol erős védelmi állást alakítottak ki. Az amerikai ellentámadásokat visszaverték. A japánok július 11-12-ének éjszakáján banzaj rohamot indítottak, de a védők kitartottak.
Július 11-én megérkezett a 145. gyalogezred egyik százada a helyszínre, és másnap a friss erők megtámadták a hegygerincen létesített japán állást. A japánok addigra visszavonultak, és ezzel a harcok befejeződtek az útakadálynál. Az amerikaiak július 17-én indultak tovább, hogy megtámadják Bairokót.